# Hulikere, Nagamangala
Hulikere là một làng thuộc tehsil Nagamangala, huyện Mandya, bang Karnataka, Ấn Độ.